# Lehtiselkä
Lehtiselkä är en vik i Finland och den är en del av sjön Päijänne. Den ligger i Jämsä i landskapet Mellersta Finland, i den södra delen av landet, 180 km norr om huvudstaden Helsingfors.